# Loranskite-(Y)
La loranskite-(Y) è un minerale appartenente al gruppo dell'euxenite.